# Phelister hamistrius
Phelister hamistrius är en skalbaggsart som beskrevs av Schmidt 1893. Phelister hamistrius ingår i släktet Phelister och familjen stumpbaggar. Inga underarter finns listade i Catalogue of Life.